# Mohamed Henni
Pour les articles homonymes, voir Henni.
Mohamed Henni ou parfois Momo Henni, né le 15 mai 1989 à Marseille, est un vidéaste web franco-algérien. Il est connu pour ses vidéos de réaction à des matchs de football, notamment ceux de l’Olympique de Marseille ou pour ses vlogs sur le Paris Saint-Germain Football Club .

## Biographie

### Jeunesse et éducation
Mohamed Henni naît le 15 mai 1989 à Marseille, source de sa passion pour le club de sa ville, et d’obtenir un baccalauréat S en 2008. Après avoir rejoint une fac d’économie, il abandonne les cours et décroche plusieurs emplois pour gagner sa vie. Ses deux parents sont des immigrés algériens et il est le plus jeune d’une fratrie de six enfants,. Il est de nationalité française et algérienne.

### Carrière de vidéaste
Il commence à publier des vidéos sur Facebook en octobre 2012, brûlant un maillot du Paris Saint-Germain dans une forêt après un match nul 2-2 du club parisien contre l’OM. Il crée sa chaîne YouTube en janvier 2016. Il est supporter de l’Olympique de Marseille, ayant notamment côtoyé le groupe Ultra des Winners, et devient célèbre grâce à des vidéos où il commente des matchs de football,. Il est notamment reconnu pour ses critiques humoristiques sur les joueurs, ses calembours, et pour avoir détruit de nombreuses télévisions devant la caméra,,.
En 2016, à la suite de l'attentat du 14 juillet à Nice, il réalise une vidéo très relayée où il défie l’État islamique après qu’il y a eu des menaces d’un nouvel attentat à Marseille,. À la suite de cela, il dit avoir retrouvé une balle d’arme à feu tirée dans sa voiture et reçu des menaces directes de membres de Daesh. David Thomson, un journaliste spécialiste du djihadisme, confirme les menaces.
En 2018, sa notoriété commence à croître rapidement et lui permet de faire des partenariats avec des sites de paris sportifs ou des marques pour réaliser des produits dérivés. Ses expressions sont notamment reprises par des joueurs de football tels que Florian Thauvin, Antoine Griezmann, Boubacar Kamara ou Franck Ribéry,,. En décembre, sa chaîne YouTube dépasse le million d’abonnés.
Début 2019, il confie à RMC Sport et à Libération travailler seul et n’utiliser aucune note pour ses vidéos, improvisant une grande partie du texte juste après le match et ne réalisant aucun montage,. Son activité sur les réseaux sociaux lui permet d’en vivre, notamment grâce à la monétisation et à des sponsors, et lui permet de louer des chambres à l’Hôtel-Dieu de Marseille afin de réaliser ses vidéos. Cependant, il insiste acheter lui-même les télévisions qu’il détruit, alors plus d’une vingtaine pour un budget d’environ 9 000 euros. En février, Le Parisien évoque qu'il serait « presque aussi connu que les joueurs à Marseille ». Son style de vidéo particulier lui apporte une couverture supra-nationale, avec notamment un reportage de la BBC.
En 2020, il réalise plusieurs diffusions avec le footballeur Karim Benzema pendant le confinement dû à la pandémie de Covid-19 en France, certaines faisant polémique en raison de remarques de ce dernier vis-à-vis d'Olivier Giroud. En juin, il collabore avec le groupe de hip-hop Pancakes Bros pour une vidéo à Dunkerque.
En mars 2021, à la suite de la défaite de l'OM face au club de National 2 Canet Roussillon en Coupe de France, il promet de courir nu dans le centre-ville de Canet-en-Roussillon, ce qui est relayé par les médias,.
Au mois de mai 2021, il apparaît dans le clip Sapapaya de L'Algérino (feat SCH & Jul). Le clip, qui comptabilise plus de 30 millions de vues sur YouTube, le montre en train d'effectuer son geste signature: casser une télé.
La même année, lors des matchs aller-retour du PSG face au Bayern Munich en Ligue des champions, il doit réaliser le défi d'escalader nu la Tour Eiffel. Le 15 mai 2021, il rencontre aux abords du Stade Vélodrome le porte parole du gouvernement Gabriel Attal et lui donne comme défi de réaliser une course de 50 mètres. Dans la nuit du 28 au 29 août 2021, il est victime d'un cambriolage avec sa femme et son fils chez lui, et décide d'arrêter temporairement les vidéos.

## Autres activités
En février 2024, Mohamed Henni se lance dans la restauration en créant une nouvelle chaîne de restauration rapide de sandwichs kebab, nommée Klüb Kebab,, dans une logique de diversifications des sources de revenus en plus de son métier de Youtubeur.
Le 12 mars 2024, Kylian Mbappé annonce par l'intermédiaire de son avocat, qu'il va porter plainte et attaquer Mohamed Henni en justice en raison de l'utilisation de son nom sans son autorisation à des fins commerciales sur l'un des sandwich proposés par sa chaîne de fast-food Klüb Kebab, où sur la description du produit était écrit «Pain rond boulanger, aussi rond que le crâne de Mbappé»,,,.

## Filmographie

### Films
- 2021 : Les Méchants de Mouloud Achour : lui-même
- 2023 : Les Déguns 2 de Cyrille Droux et Claude Zidi Jr. : lui-même
- 2024 : Quatre Zéros de Fabien Onteniente : Serge le mytho

### Clips vidéos
- 2018 : Pour la daronne avec L'Antidote LaFamille (apparition)
- 2021 : Sapapaya avec L'Algérino, SCH et Jul (apparition)
- 2024 : Bande Organisée 2  avec SCH, Kofs, Jul, Alonzo, Naps, Soso Maness, Elams, Solda et Houari (apparition)

### Publicités
- 2021 : Winamax : Tout Pour La Daronne : passager dans l'avion
- 2021 : O'Tacos avec Soso Maness : client

## Critiques
Ses vidéos sont parfois critiquées en raison de ses remarques virulentes sur les joueurs et sur la pression qu’il ferait peser sur eux. Certains comme Patrice Évra ou Valère Germain s’en seraient explicitement plaints,. Il reçoit également de vives réactions de la part de Nicolas Anelka à la suite de commentaires négatifs sur sa carrière.
Il a cependant fait évoluer son discours en le rendant progressivement moins violent qu’à ses débuts, notamment en raison des retours négatifs à ce sujet,.